# Македонска патриотична организация „Гоце Делчев“ (Китченер)
Македонската патриотична организация „Гоце Делчев“ е секция на Македонската патриотична организация в Китченер, Канада. Създадена е с подкрепата на МПО „Правда“ в Торонто. За председател на настоятелството е избран Стефан Христов. Посещение при братството прави съюзният секретар при ЦК Асен Аврамов. Към 24 май 1933 година секретар на секцията е д-р Иван Златев. Спира да съществува преди 1940 година.